# Wouter van Twiller
Wouter van Twiller (Nijkerk, 22 maggio 1606 – Amsterdam, 29 agosto 1654) è stato un politico olandese, fu un funzionario della Compagnia olandese delle Indie occidentali, ricoprì la carica di 5º Governatore dei Nuovi Paesi Bassi.

## Biografia
Figlio di Ryckaert e Maria Van Rensselaer Van Twiller e nipote del mercante Kiliaen van Rensselaer da parte di madre. Venne eletto alla sua carica pubblica perché aveva compiuto due viaggi nella colonia dei Nuovi Paesi Bassi. In precedenza era stato funzionario nei magazzini della Compagnia olandese delle Indie occidentali. Rensselaer gli affidò le sue spedizioni di bestiame al maniero di Rensselaerswyck, la sua proprietà sul fiume Hudson. Van Twiller era particolarmente esperto del territorio della colonia e sulle sue attività commerciali. Grazie in larga parte all'influenza di Van Rensselaer, la Compagnia olandese delle Indie occidentali lo scelse come nuovo Governatore dei Nuovi Paesi Bassi e lo inviò a Nuova Amsterdam a bordo De Soutberg.
Fra le molteplici tenute e proprietà, compresa l'attuale Roosevelt Island e le Isole Randalls e Wards, van Twiller acquistò la celebre Governors Island, dalla tribù di nativi americani dei Metoac. Mentre era in carica, i coloni del New England occuparono la valle del Connecticut e non fu mai in grado di ricacciarli indietro. Ma riuscì tuttavia a difendere il territorio olandese nella Delaware Valley, dove i suoi soldati requisirono una nave piena di coloni provenienti dalla Virginia e riuscì a riconquistare Fort Nassau occupata dai soldati inglesi. Van Twiller fu in grado di accrescere la prosperità della colonia ma anche di accumulare la sua ricchezza personale, nonostante i suoi conflitti con Everardus Bogardus, celebre religioso e predicatore della Chiesa olandese riformata della colonia dei Nuovi Paesi Bassi. Nel settembre del 1637 la Compagnia olandese delle Indie occidentali inviò Willem Kieft a sostituire van Twiller, che fece ritorno nei Paesi Bassi e divenne tutore di Johannes, figlio maggiore di Killian van Rensselaer, al quale era morto il tutore nel 1644. Morì ad Amsterdam nel 1654.